# Закон Мерфі
Закон Ме́рфі — жартівливий узагальнений філософський принцип, який полягає в тому, що коли будь-яка неприємність може трапитись, — вона таки трапиться.
У західній культурі, а тепер і не лише в ній, вже йдеться про «закони Мерфі», під якими розуміють афоризми, повчальні вислови не тільки математичного, технічного чи філософського змісту, а й гумористичні, часто навіть глумливі вислови. Закон Мерфі спонукав велику кількість літературних пародій.
Спорідненими до закону Мерфі є «закон Сода» (Sod's law або ж «закон бутерброда» — «Бутерброд завжди падає маслом донизу»; англ. sod — земля) і «закон Фінейгла» (Finagle's Law — подоба закону збільшення ентропії, поширений серед хакерів; англ. finagle — шахраювати).

## Походження
Закон був озвучений дещо глузливо, групою під керівництвом Дж. П. Стаппа, яка працювала 1949 року над проєктом MX981 на базі ВПС США «Едвардс» в Каліфорнії за іменем капітана «Еда» Мерфі (англ. Edward A. Murphy, Jr.). Мерфі був інженером-розробником, який обслуговував вимірювальне обладнання ковзної платформи, котра використовувалась для дослідження прискорень у літальних апаратах і урухомлювалась ракетним двигуном. Він працював разом з інженером-полковником Джоном Стаппом (англ. John Paul Stapp) — затятим збирачем і проповідником повчальних висловів і законів технічної практики, давнім приятелем і другом Еда Мерфі.
Дуже докладно походження назви закону змальовано в книзі «Історія закону Мерфі», автором якої є Нік Спарк (англ. Nick T. Spark). Спарк дійшов висновку, що різниця в спогадах учасників робить неможливим точно визначити, хто першим кинув визначну згодом фразу «Закон Мерфі». Закон імовірніше походить зі спроби використати нові вимірювальні прилади, винайдені Едом Мерфі, і був названий його іменем у відповідь на слова, сказані Мерфі про невдалу роботу приладів. Одного дня Мерфі виявив загрозливу помилку, допущену одним з техніків під час монтажу дослідного обладнання, і кинув на його адресу вислів, що став прообразом закону Мерфі — «Коли щось можна зробити неправильно, ця людина так і зробить!». У сучасному тлумаченні закон був озвучений на прес-конференції декілька місяців пізніше, першим (з багатьох згодом) це зробив полковник Стапп, якого називали «найшвидша людина на Землі», бо він був тим піддослідним, на якому вивчали перенавантаження під час прискорень.
Після цього почали з'являтися все нові і нові «закони Мерфі», що не мають вже ніякого стосунку ні до самого капітана Мерфі, ні до проектів ВПС США, ні навіть до техніки взагалі. Авторами багатьох таких «законів» є досить відомі особистості, що обіймали високі посади. Автори інших так і залишилися невідомими. Деяким з цих законів придавалися вигадані, нічого не значущі імена.

### Декілька законів Мерфі
- Те, що ви зберігаєте довго, можна викинути.
- Якщо ви щось викинете, воно вам знадобиться.
- Бутерброд завжди падає маслом донизу.
- Зубний біль, зазвичай, починається в ніч на суботу.
- Сусідня черга завжди просувається швидше.
- Те, що шукаєш, можливо знайти лише в останній кишені.
- Якщо хочеш постукати по дереву, навколо виявляються лише вироби зі скла та пластику.
- Якщо ви помиєте машину, одразу піде дощ.
- Щойно ви допишете листа, в голову прийде нова ідея.
- Якщо вам щось непотрібне, його буде навкруги повно.
- Ймовірність потрапляння в обличчя диму від цигарки прямо пропорційна чутливості до диму.
- Коли ви одночасно натиснули дві кнопки на клавіатурі, то спрацює та, яку ви натиснули випадково.
- Незалежно від того, що ви шукаєте в Інтернеті, критеріям пошуку буде відповідати хоча б один порносайт.
- В ту єдину мить, коли ви вирішите розслабитись і відпочити, з обходом по офісу пройде бос.
- Які би біди з вами не траплялися, завжди знайдеться хтось, хто знав, що так воно і буде.
- І наостанок — якщо на 1 вересня ви вирішили одягти красиву сукню, то обов'язково буде жахлива погода.

### Висновки з закону Мерфі
1. Все не так легко, як здається.
2. Усяка робота вимагає більше часу, ніж ви думаєте.
3. Із усіх неприємностей станеться саме та, збиток від якої найбільший.
4. Якщо чотири причини можливих неприємностей заздалегідь усунуті, то завжди знайдеться п'ята.
5. Залишені без втручання події мають властивість розвиватися від поганого до гіршого.
6. Як тільки ви почнете робити якусь роботу, з'явиться інша, котру потрібно зробити раніше.
7. Усяке рішення плодить нові проблеми.

## Інші подібні «закони»
Коментар Каллагана до закону Мерфі: Мерфі був оптимістом!
Перший закон Чізхолма: Все, що може зіпсуватися, псується. Висновок: Усе, що не може зіпсуватися, псується теж.
Другий закон Чізхолма: Коли справи йдуть добре, щось повинно трапитися в найближчому майбутньому. Висновки: Коли справи йдуть гірше нікуди, у найближчому майбутньому вони підуть ще гірше. Якщо вам здається, що становище налагоджується, значить ви чогось не помітили.
Третій закон Чізхолма: Будь-які пропозиції люди сприймають інакше, ніж той, хто їх вносить. Висновки: Навіть якщо ваше пояснення настільки ясне, що відкидає будь-яке хибне тлумачення, завжди знайдеться людина, котра зрозуміє вас неправильно. Якщо ви впевнені, що ваш вчинок зустріне загальне схвалення, комусь він обов'язково не сподобається.
Перший закон Скотта: Неважливо, коли щось іде неправильно. Можливо, це добре виглядає…
Перший закон Фінзігла: Якщо дослід вдалий, щось тут не так.
Другий закон Фінзігла: В будь-якому наборі вихідних даних, найнадійніша величина яка не потребує ніякої перевірки, є помилковою.
Третій закон Фінзігла: Якщо робота провалюється, то будь-яка спроба врятувати її, лише погіршить справу.
Коментар Ермана до теореми Гідсберга: Перед тим, як покращитися, становище погіршується.
Хто сказав, що вона покращиться?..
Другий закон термодинаміки Еверітта: Плутанина в суспільстві постійно зростає. Тільки дуже завзятою працею можна її трохи зменшити. Однак сама ця спроба призведе до росту сукупної плутанини.
Закон термодинаміки Мерфі: Під тиском усе погіршується.
Закон Паддера: Все, що добре починається, закінчується погано. Усе, що починається погано, завершується ще гірше.
Теорема Стокмаєра: Коли здається, що роботу зробити легко, це неодмінно буде важко. Якщо на вигляд вона важка, значить виконати її абсолютно неможливо.
Висновок Боярського: Будь-яку роботу виконати абсолютно неможливо.
Перший закон створення динаміки систем Зімергі: Коли вже ви відкрили банку з хробаками, то єдиний спосіб знову їх закрити — скористатись банкою більшого розміру.